# Attilio Fabbri
Attilio Fabbri (fl. XX secolo) è stato un regista e attore italiano.

## Biografia
Ha lavorato dal 1911 al 1916, come regista ed attore su circa 30 cortometraggi.

## Filmografia

### Regista
- La statua di carne (1912)
- Oltre le soglie della morte (1913)
- La regina dell'isola (1913)
- Angelo che redime (1913)
- Il romanzo di due vite (1913)
- Il segreto del violinista (1914)
- La corsa all'abisso (1914)
- Tragica leggenda (1914)

### Regista e attore
- Fatale complicità (1912)
- I due amori (1912)
- Onore per onore (1912)
- Riconoscenza di bandito (1912)
- Nella voragine (1912)
- Punita (1912)
- Il lapidario (1912)
- Una donna del popolo (1913)
- Piccolo calvario (1913)
- La creola (1913)
- La belva addormentata (1913)
- L'epopea di un'anima (1913)
- Il violatore di blocco (1913)
- Sull'altare della scienza (1913)
- All'ora del vespro!... (1915)
- Più forte del destino (1916)

### Attore
- Dalla morte alla vita (1911)
- Bonifacio VIII, regia di Gerolamo Lo Savio (1911)
- Spasimo muto, regia di Guglielmo Zorzi (1913)